# Andreas Schato

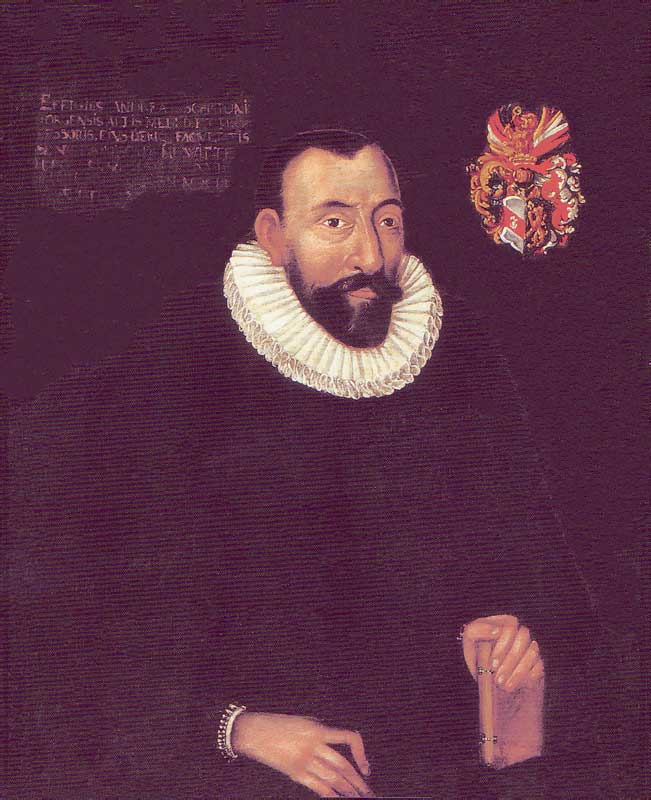
Andreas Schato

Andreas Schato (auch: Schato von Schattenthal, Schade, Schcato, Scato etc.; * 19. August 1539 in Torgau; † 17. März 1603 in Wittenberg) war ein deutscher Mathematiker, Physiker und Mediziner.

## Leben
Schato studierte ab 1555 an der Universität Jena. Am 19. Juni 1559 wechselte er an die Universität Wittenberg. In Wittenberg erlebte er noch Philipp Melanchthon. Veit Winsheims Vorlesungen in Ethik dürften ihm bekannt gewesen sein, ebenso jene in Mathematik bei Sebastian Theodoricus, Matthäus Blöchinger und Caspar Peucer. Zudem dürfte er auch bei Esrom Rüdinger die physikalischen Vorlesungen besucht haben und durch Petrus Vincentius sowie bei Albert Lemeier Erfahrungen in der Rhetorik gesammelt haben. So ausgebildet in den Artes Liberales, erwarb er sich am 8. Oktober 1562 den akademischen Grad eines Magisters der Philosophie. Nachdem er sich in Wittenberg als Privatdozent betätigt hatte, fand er 1563 Aufnahme in den Senat der philosophischen Fakultät.
Aber bereits im folgenden Jahr nahm er ein Angebot als Pädagoge in Stargard an und wurde in der weiteren Folge Konrektor in Stettin. Nachdem Schato in Stettin geheiratet hatte, kehrte er 1570 nach Wittenberg zurück und da er nicht gleich wieder eine Anstellung an der philosophischen Fakultät fand, betätigte er sich als Privatdozent. Aber bald fand er wieder Zugang zum akademischen Leben und gelangte 1574 an die Professur für niedere Mathematik der Wittenberger Hochschule. Während jener Zeit beschäftigte er sich mit den naturwissenschaftlichen Fragen der Medizin und erwarb sich unter Salomon Alberti mit der Dissertation De morbis mesenterii am 16. Mai 1578 den Grad eines Lizentiaten der Medizin und promovierte am 26. Mai 1578 unter demselben Responenten mit der Oratio de Mosco zum Doktor der Medizin.
So in den Naturwissenschaften ausgebildet, übertrug man ihm 1581 die Professur für Physik. Obwohl man ihm 1588 mit der Aufsicht über die Universitätsbibliothek als Inspektor für 20 Gulden im Jahr anvertraut hatte, war dieses Ordinarium für ihn jedoch nur ein Sprungbrett. Denn 1592 übernahm er eine ordentliche Professur für Medizin, die er bis zu seinem Lebensende innehatte. Schato soll von Kaiser Rudolf II. mit dem Zusatz von Schattenthal geadelt wurden sein. Schato, der den Neuerungen der Zeit gegenüber offen war, kannte auch die Werke des Paracelsus, aber erst sein Schwiegersohn Daniel Sennert, sollte in seinem Schaffenswerk entscheidende Akzente in der Etablierung der Iatrochemie setzen.
Als Mathematiker und Astrologe hatte er unter anderem mit Johannes Kepler Kontakt, den er über Tycho Brahe kennengelernt haben dürfte. Schato hatte auch organisatorische Aufgaben an der Wittenberger Akademie übernommen. So war er im Sommersemester 1574, sowie in den Wintersemestern 1583, 1591 Dekan der philosophischen Fakultät, übernahm anstelle von Peter Otto im Sommersemester 1594 das Prorektorrat und war im Sommersemester 1581, sowie in den Wintersemestern 1593 und 1599 Rektor der Wittenberger Akademie. Sein Leichnam wurde am 19. März 1603 in der Schlosskirche Wittenberg beigesetzt, wo man ihm auf der Südseite des äußeren Langhauses ein Epitaph errichtete.

## Familie
Genealogisch wäre anzumerken, dass er sich mit der aus Stettin stammenden Rebecca Thymaeus verheiratet hatte. Aus dieser Ehe sind die Kinder bekannt:
- Andreas Schato d. J. (* 12. Juli 1572 in Wittenberg)
- Maria Schato (* 18. Juli 1577 in Wittenberg; † 28. September 1577 ebenda)
- Margarete (* 13. September 1578 in Wittenberg) verh. 1603 mit Daniel Sennert
- Johann Schato (* 9. Oktober 1580 in Wittenberg; † 30. Juni 1583 ebenda)
- Michael Schato (* 17. Juli 1582 in Wittenberg)
- Daniel Schato (* 2. April 1586 in Wittenberg)

## Werkauswahl
- Oratio de corporis et animi in homine copulatione, deque eorundem sympatheia, recitata ab Andrea Schatone ... Adiuncta est quaestio de optima philosophandi ratione. Lehmann, Wittenberg 1584. (Digitalisat)
- Scriptoris veteris, Pauli Alexandrini, Eisagoge eis ten apotelesmatikon Sive Rudimenta in doctrinam de praedictis natalitiis. (Resp. Heinrich Ranzov) Lehman, Wittenberg 1586. (Digitalisat) Korrigierte Neuauflage 1588
- Oratio de medicinae pulcherrimae (Prom. Cocus, Magnus). Wittenberg 1597
- Oratio de contagione. Lehman, Wittenberg 1601. (Digitalisat)
- Oratio secularis in Academia Witebergensi Collegii Medici nomine abita. 1602 1603, 1676
- Theses Medicae: de variolis et morbillis. Lehmann, Wittenberg 1593. (Digitalisat)
- Theses medicae De vertigine, De epilepsia, De apoplexia, De paralysi, De convulsione, De incubo. Lehmann, Wittenberg 1600. (Digitalisat)
- Theses Medicae: De ictero. (Resp. Philipp Leopold). Lehmann, Wittenberg 1602.